# Apostrof
Apostrof, utelämningstecken eller enkelt citattecken, ’ eller ', är ett kommateckenformat, upphöjt, stumt och i svenskan icke-diakritiskt skrivtecken. Apostrofen bör skiljas från de snarlika fot-, minut- och primtecknen (′) liksom från accenttecknen akut accent (´) och grav accent (`). Rent visuellt är citattecken ofta samma som en dubbelskriven apostrof.

## Användning i olika språk

Apostrof

Apostrof används i olika språk för att markera sammanfogning eller utelämnande av bokstäver, eller som anföringstecken (citat). Välkända exempel är engelskans användning av apostrof för genitiv-s och verbsammandragningar (till exempel that’s John’s book, isn’t it?)[källa behövs] samt franskans och italienskans bestämda artikel och prepositioner (till exempel franskans l’école d’anthropologie).

### I svenskan
I svenskan används apostrof för att markera att ett antal bokstäver i ett ord utelämnats, som till exempel i sta’n (kortform av staden) eller sammandragningen har’u (har du). 
Enligt lingvistisk formalia tillämpas apostrof även för att urskilja betydelser av ord och uttryck: Att kasta vatten innebär ’urinera’. Inom citat, som markeras med citattecken, förvandlas de citattecken som finns i citatet (inre citat) till apostrofer.
På grund av inflytande från engelskan och möjligen danskan har apostrofen ibland i svenskan blivit felaktigt använd före vanligt genitiv-s: Berra’s verkstad. Då svenskan inte har plural-s behövs inte som i engelskan skillnad göras mellan plural-s och genitiv-s och ingen sådan apostrof tillfogas, utan det ska skrivas Berras verkstad. Man fogar inte -s till namn i genitiv som redan slutar på s eller s-liknande ljud, som -s, -x eller -z: Lars promemoria, Kalix kommun, Schweiz utrikespolitik.  Och även om detta förekommer relativt ofta i äldre texter, markeras normalt heller inte detta saknade -s med utelämningsapostrof, som i Anders’ skidor (betyder Anderss skidor), annat än om det är nödvändigt för tydlighetens skull: Hans skidor är längre än Anders’ (och även då rekommenderas i första hand omskrivning). 
Ett annat felaktigt bruk är när apostrof förväxlas med akut accent, och vice versa.
En vedertagen norm för apostrofens och andra skrivteckens användning i svenskt skriftspråk är boken Svenska skrivregler. Användbar är också skriften Myndigheternas skrivregler.
Inom ekonomi används apostrofen för att förkorta belopp genom att ersätta tusental med apostrof. 30' betyder exempelvis 30 000 kr, 30' ' betyder 30 000 000 kr och så vidare.

### Fonetisk skrift
I Internationella fonetiska alfabetet (IPA) används apostrof för att markera betoning i ett ord. Den vedertagna betoningsmarkeringen enligt IPA är med rak apostrof (fottecken; inte typografisk apostrof) före den betonade stavelsen. En sekundär betoning kan markeras med samma tecken i nedsänkt läge. En extra lång betoning kan dessutom markeras med två raka apostrofer ("tumtecken").

## Två varianter
Apostrof finns i två varianter. Den böjda varianten kan omnämnas som typografisk apostrof, den raka varianten som skrivmaskinsapostrof (eller fottecken). I vårdad stil eller tryckt text rekommenderas den typografiska varianten, som efterliknar ett upphöjt kommatecken.
Skrivmaskinsapostrofen är dock ofta lättare att använda vid textproduktion på dator. Därför är detta tecken ett vanligt ersättningstecken, där primetecken eller "riktig" apostrof inte kan eller är lika lätt att använda. Samma problematik finns vad gäller tumtecken (raka citattecken) och typografiska citattecken.

### Datorkodning
I datorer lagras de två varianterna av apostrof med följande nummer:
| Unicode | ASCII                 |   | Namn i Unicode              |
| ------- | --------------------- | - | --------------------------- |
| U+0027  | 39 (hexadecimalt: 27) | ' | APOSTROPHE                  |
| U+2019  | –                     | ’ | RIGHT SINGLE QUOTATION MARK |